# Komplex méněcennosti
Komplex méněcennosti (inferiority), hovorově „mindrák" (z něm. Minderwertigkeitskomplex), je celkový pocit nedostatečnosti, hluboká pochybnost a nejistota o sobě samém – zejména pokud neodpovídá skutečnosti. Od sebekritičnosti se liší tím, že člověk tento pocit skrývá nebo i zastírá přehnanou „kompenzací“, například arogancí a asociálním chováním; paradoxně se může vyvinout komplex nadřazenosti (superiority), v podstatě jako součást nebo zvláštní případ komplexu méněcennosti. Od pokory se liší tím, že se s ním člověk nedokáže smířit, nedokáže sám sebe přijmout, jaký je.
Pojem se používal nejprve v běžné řeči vzdělaných lidí, odkud jej převzala psychologie. Poprvé jej popsal francouzský psychiatr Pierre Janet v souvislosti s neurózou, na to navázal Sigmund Freud a největší význam mu přisuzoval Alfred Adler. Adler rozlišil primární komplex méněcennosti, vzniklý z dětské bezmocnosti a upevněný přílišnými nároky okolí, a sekundární komplex v dospělosti, který se do tohoto stádia vrací. Paul Häberlin zdůraznil, že kritické hodnocení sebe sama se může stát komplexem až tehdy, když člověka přestane motivovat a naopak ochromí jeho schopnosti, když se příliš zabývá svými selháními, zveličuje je a vzdá se úsilí, aby je překonal. Místo toho je navenek zakrývá a kompenzuje například arogancí, sekýrováním svého okolí nebo tím, že se obklopuje luxusem a statusovými symboly. Může také vést k závislosti na alkoholu a drogách a často se projevuje nápadným střídáním skleslých nálad a naopak velikášských plánů. Podle Adlera chce jedinec již od dětství pocit méněcennosti, resp. nějakou svou objektivní "méněcennost přeměnit na situaci dostatku, což dosahuje usilováním o nadřazenost".
Podle Pavla Říčana je komplex méněcennosti poruchou vztahu k sobě samému a ke společnosti. Ohrožuje zejména inteligentní a spíše introvertní mladé lidi, kteří se v pubertě začnou srovnávat s druhými a přehnaně hodnotí své nedostatky a selhání. Pokud jim nikdo nepomůže a nevyvede je z tohoto bludného kruhu, mohou mít i sebevražedné sklony. Na druhé straně je může vést také k tomu, že se fanaticky upnou na nějaký cíl nebo vůdcovskou osobu, která jejich nedostatečnost zdánlivě nahradí. Skutečným východiskem je jen poctivé přijetí sebe sama se všemi nedostatky, které se pak nejeví jako nesnesitelná zátěž, nýbrž jako životní úkol.